# Степові відьми (пластовий курінь)
Степові Відьми — це 32-ий пластовий курінь УСП/УПС.

## Заснування
Назва куреня отримала свій початок 1955 р. в Аделаїді (Австралія), коли чотири юначки назвали свій гурток «Відьми». Ці юначки були: Таня Карпенко (Прадун), Зоя Карпенко (Калинюк), Наталка Равич (Берів) і Ліда Барановська, яка скоро виступила з Пласту.
1957 року вступила до гуртка Орися Чубата (Судомляк). Ці чотири пластунки залишились «відьмами» дотепер. Коли дівчата перейшли в УСП, то зберегли назву «Відьми». 1963 р. на сходинах УСП, які скликала референт УСП Ірина Цюрак (Савчак), усі присутні вирішили долучитися до існуючого гуртка і згідно з вимогами правильника УСП, змінили назву на «Степові Відьми».
У 1966 р. Ірина Савчак виїхала до Мельбурну і заснувала новий гурток «Відьом». Згодом загальне число членства перевищило п’ятнадцять осіб, і гурток «Степових Відьом» став діяти як курінь.
Після Ювілейної Міжкрайової Зустрічі в Аделаїді 1971 р., учасниця цього з’їзду, Зірка Радь заснувала новий відділ куреня в Канаді, а 1974 р. Муся Цюрак (Придун) із Аделаїди, заснувала новий відділ у Сіднеї.
Курінь затвердила Головна Пластова Булава УПС 1975 року, і надала порядкове число 32.
2005 року, за 50 років після створення першого гуртка «Відьом», Наталя Масяк із Рудок (Україна) взялася за створення куреня в Україні. Установчі сходини відбулися 27 серпня 2005 р. у подвір’ї Вірменської церкви у Львові. Першими Відьмами в Україні стали: Наталя Масяк, Марія Олійник, Наталя Друль, Тетяна Бей, Уляна Овчар. 
27 травня 2006 р. Крайова Пластова Рада України затвердила 32 курінь УСП «Степові Відьми».

## Прикмети Степових Відьом (Степовідьомський стиль)
- Відьма мусить бути взірцевою пластункою, із зобов'язанням жити в Пласті і поза Пластом згідно з пластовими засадами і зреалізовувати набутий досвід в Пласті;
- Має проявляти життєрадісність, почуття дружби і гумору;
- Плекати красномовність;
- Дорогою самовдосконалення та самокритики формувати свій характер;
- Активно працювати задля власного розвитку та розвитку куреня.

## Напрями праці
- Благодійна діяльність;
- Праця для розвитку та зміцнення округи;
- Збереження та плекання українських традицій (етнопластування);
- Виховна діяльність з юнацтвом;
- Робота з уладом старшопластунів

## Курінні ступені
1. Зеленуха (прихильниця куреня);
2. Босорка;
3. Вчена відьма;
4. Родима відьма;
5. Відьма.

## Структура
Відьми, які живуть в одному місті утворюють круг.  
Оберемок — це об'єднання куреня в межах країни. Керує куренем — Чарівне Коло. Це виконавчий орган куреня на терені краю. Чарівне Коло координує діяльність кругів.  
А Шабаш — контролюючий орган куреня. 
Великий Відьомський Злет (ВВЗ) — курінна рада, законодавчий орган куреня.  
Коло об’єднує Відьом на міжкрайових теренах. 

## Відьми у світі
Степові Відьми також працюють у діаспорі в таких країнах:
- Австралія;
- Сполучені Штати Америки.

## Діяльність

### Реферантура Етнопластування
Це спеціалізована пластова реферантура, яку заснували Степові Відьми, зокрема Люба Журко у 2012 році. Головне завдання референтури: об’єднати зусилля пластунів і пластунок для впровадження цілісної програми поширення, пізнання та співтворення української культури для пластунів усіх уладів і в суспільстві поза межами організації.

### Табір Етноколесо[1]
Крайовий пластовий табір про сучасну українську культуру, який організовують Степові Відьми та Реферантура Етнопластування. Його учасниками можуть бути пластуни з України та діаспори. 
2012 р. Етноколесо. Календар на обрядовість. Коменданткою його була Люба Журко, а на сам табір учасники поїхали у славний Космач на Гуцульщину
2017 р. Етноколесо. Родина. Комендантка — Ірина Угриновська. Відбувся в с. Яворів на Косівщині
2018 р. Етноколесо. Віз. Естафету комендантів перейняла Оленка Боднарук, а табір "перекотився" на Тустань.
2019 р. Етноколесо. Дерево життя. Комендантка — Оленка Боднарук. 
2023 р. Етноколесо. Сучасна українська культура. Комендантка — Оксана Пужаковська (Ємець). Теми табору: дизайн, мистецтво, література, музика, блогінг, ремесла, українські роди та інше. Табір, який прагнув надихнути, досліджувати та розвивати українську культуру щодня.
2024 р.  Етноколесо.